# Joseph Teissier
Ne doit pas être confondu avec Pierre Joseph Teissier ou Joseph Teissier de Cadillan.
Pour les articles homonymes, voir Teissier.
Joseph Teissier ou Louis Anne Marie Joseph Teissier, né à Lyon le 1er octobre 1851 où il est mort dans le 5e arrondissement le 13 juin 1926, est un médecin français connu pour la rédaction d'un important « Traité de pathologie interne » avec Alphonse Laveran.

## Biographie
Il fait ses études de médecine à la Faculté de médecine de Lyon, est reçu médecin en 1876 avec une thèse sur le Diabète phosphaturique, passe son agrégation à Paris en 1878. Nommé médecin des Hôpitaux l'année suivante à Lyon, il attendra 1884 pour devenir professeur de pathologie interne à la Faculté de Lyon. En 1907, il enseigne la clinique médicale à l'Hôtel-Dieu. En 1889, il est élu membre de l'académie des Sciences, Belles-Lettres et Arts de Lyon. 

## Travaux
- Les Albuminuries curables, J.B. Baillière, 1900, 96 p. (1ère Edition)
- Les Albuminuries curables, t. 1, Paris, J.-B. Baillière, 1919, 96 p. lire en ligne sur Gallica.
- Les Albuminuries curables, t. 2, Paris, J.-B. Baillière, 1919, 107 p. lire en ligne sur Gallica.
- Du Diabète phosphatique, Paris, J.-B. Baillière, 1876, 176 p. lire en ligne sur Gallica.
- La Grippe-influenza, Paris, J.-B. Baillière, 1893, 196 p. lire en ligne sur Gallica.
- Nouveaux éléments de pathologie et de clinique médicales, 2 t. en 3 vol. (1392 p.) avec Alphonse Laveran lire en ligne sur Gallica

## Distinctions
Joseph Teissier est :
- Officier de l'Instruction publique.
- Officier de la Légion d'honneur.
- Commandeur de l'Ordre de Léopold.
- Commandeur de l'Ordre de la Couronne (Belgique).

- Membre de l'Académie nationale de médecine.
- Membre de l'Académie de Médecine de Saint-Pétersbourg
- Élu correspondant étranger de l'Académie royale de médecine de Belgique le 26 décembre 1908 puis membre honoraire étranger le 31 juillet 1920.